# Anne Dejean

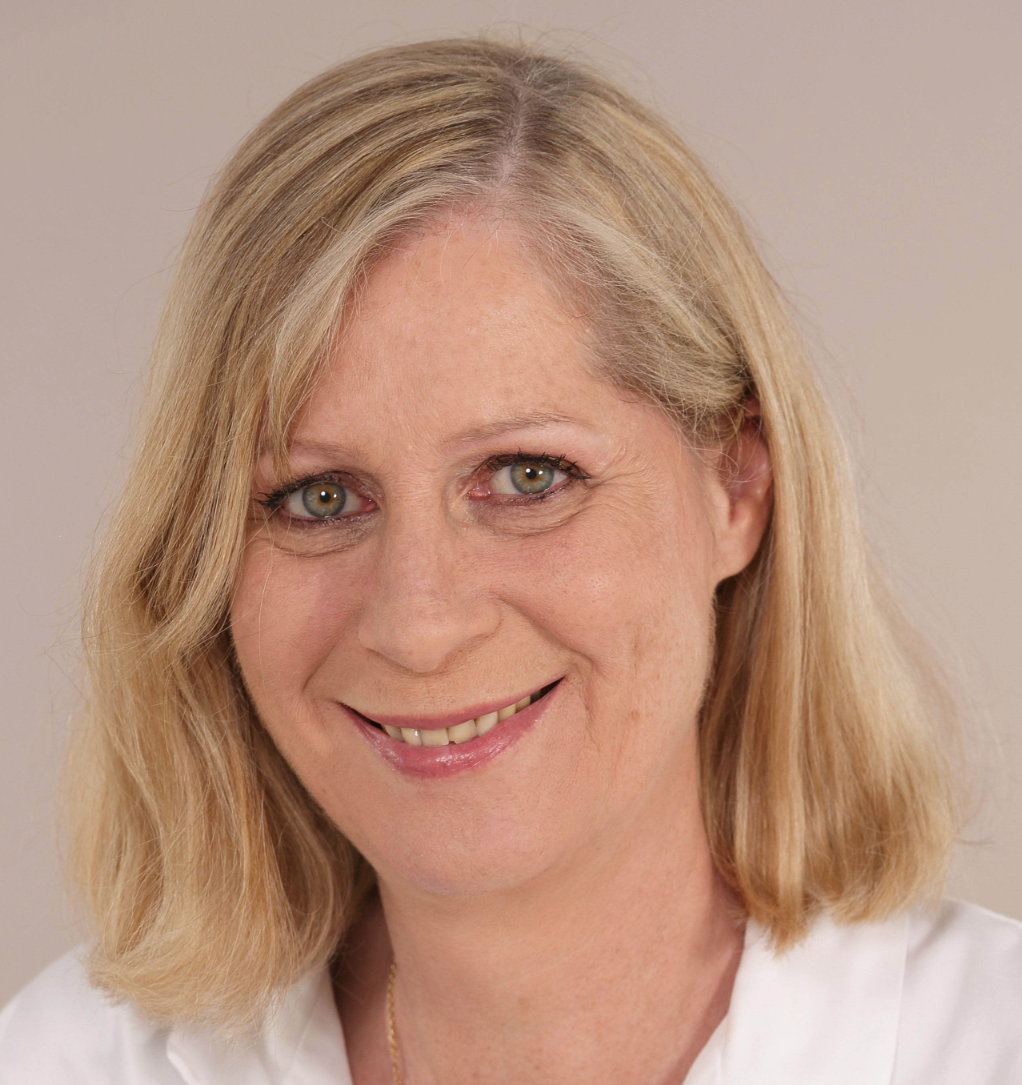
Anne Dejean, 2015

Anne Marguerite Henriette Dejean (auch Dejean-Assémat; * 1957 in Cholet) ist eine französische Molekularbiologin und Krebsforscherin am Institut Pasteur und am Institut national de la santé et de la recherche médicale (INSERM).

## Leben
Dejean erwarb bei Pierre Tiollais am Institut Pasteur einen Docteur ès sciences. Seit 1985 hat sie eine Professur am INSERM, seit 2003 ist sie Direktorin des Labors für Nukleare Organisation und Onkogenese am Institut Pasteur und der Forschungsgruppe für molekulare und zelluläre Tumorbiologie am INSERM.
Dejean ist für ihre Arbeiten zu Leukämien (insbesondere akute Promyelozytenleukämie, APML) und soliden Tumoren bekannt (darunter das Leberzellkarzinom). Sie konnte wesentlich zur Entwicklung der Therapie der APML mittels Tretinoin beitragen, die die Prognose der Erkrankung dramatisch verbessert hat. Jüngere Arbeiten Dejeans befassen sich unter anderem mit der Bedeutung der SUMO-Proteine bei Zelldifferenzierung und Krebsentstehung. Hier gilt sie als weltweit führend.
Laut Datenbank Scopus hat Dejean einen h-Index von 74 (Stand August 2025).

## Auszeichnungen (Auswahl)
- 1995 Mitglied der European Molecular Biology Organization[3]
- 1997 Prix Mergier-Bourdeix[4]
- 1999 korrespondierendes Mitglied, 2004 ordentliches Mitglied der Académie des sciences[5]
- 2004 Mitglied der Académie nationale de médecine[6]
- 2005 Mitglied der Academia Europaea[7]
- 2008 Ritter der Ehrenlegion, 2016 Offizier der Ehrenlegion[8]
- 2010 UNESCO-L’Oréal-Preis[9]
- 2010 Léopold-Griffuel-Preis (gemeinsam mit Hugues de Thé)[10]
- 2012 Offizier des Ordre national du Mérite
- 2014 Grand Prix de l’INSERM[11]
- 2018 Sjöberg Prize (gemeinsam mit Chen Zhu und Hugues de Thé)[12]
- 2020 Mitglied der American Academy of Arts and Sciences[1][13]